# Ayaviri
Ayaviri ist die Hauptstadt der Provinz Melgar in der Region Puno in Süd-Peru.

## Geographie
Die Stadt Ayaviri befindet sich im Altiplano Perus westnordwestlich des Titicacasees. Sie liegt am linken Ufer des Río Pucará (auch Río Ayaviri) auf einer Höhe von 3907 m. Ayaviri gehört zum gleichnamigen Distrikt. Der Titicacasee befindet sich in einer Entfernung von etwa 90 km. Die Großstadt Juliaca liegt 85 km südöstlich von Ayaviri.
Die Stadt hatte beim Zensus 2017 21.859 Einwohner. 10 Jahre zuvor lag die Einwohnerzahl bei 18.881.

## Verkehr
Der Bahnhof der Stadt liegt an der Bahnstrecke Cusco–Puno. Allerdings ist der öffentliche Personenverkehr eingestellt.

## Kirche
Seit 1958 ist Ayaviri der Sitz der Territorialprälatur Ayaviri.